# 量子機器學習
量子机器学习，是将量子算法整合到机器学习程序中。该术语最常见的用法是指用于分析量子计算机上执行的经典数据的机器学习算法，即量子增强机器学习。常规机器学习算法被用来计算海量数据，而量子机器学习利用量子位和量子運算或专门的量子系统来提高算法在程序中完成的计算速度和数据存储。在实际操作中，量子机器学习会混合常规机器学习，先用常规计算机执行机器学习程序，然后将无法通过常规计算机完成的子程序交由量子计算机完成。這些子程序可能比較複雜，在量子計算機上執行會有著更顯著的速度提升。此外，量子算法可以用来分析量子态而不仅仅局限于常规数据。